# Pancorbo
Pour les articles homonymes, voir Pancorbo (homonymie).
Pancorbo est une commune d'Espagne située dans la comarque de l'Èbre, dans la communauté autonome de Castille-et-León, province de Burgos. Elle couvre 58,45 km2 et comptait environ 501 habitants en 2011.
Le bourg s'étend au pied des monts Obarenes, dans un décor grandiose de rochers escarpés, à l'entrée côté sud-ouest du défilé de Pancorbo, point de passage stratégique entre Burgos et Vitoria-Gasteiz, et plus généralement entre la Castille et toute l'Europe du Nord-Ouest.